# 格利澤357 d
格利澤357 d是一顆「超級地球」，被認為是在其母恆星適居帶內的系外行星。行星圍繞格利澤357運行，距離太陽系31光年，該系統位於長蛇座內。 
該行星由TESS團隊發現，並於2019年7月公佈。確認該行星存在的數據是在1998年的地面觀測中發現的，同時證實了TESS對格利澤357 b的探測，其軌道離母恆星更近，這是一個「熱地球」。儘管格利澤357 d與格利澤357的距離比地球與太陽的距離近20%，但格裏澤357比太陽小得多。因此，它接收的能量與火星一樣多。因此，估計，其平均溫度為-64°F（-53°C），但這種溫度對人類來說仍是可以生存的；而如果有足够厚的大氣層，實際溫度可能會高得多。如果人類使用現代航天器前往，他們將需要大約66萬年的時間才能到達那裡。這顆行星的質量是地球的6倍，大小是地球的兩倍。